# Tatra-Panorama-Rotunde

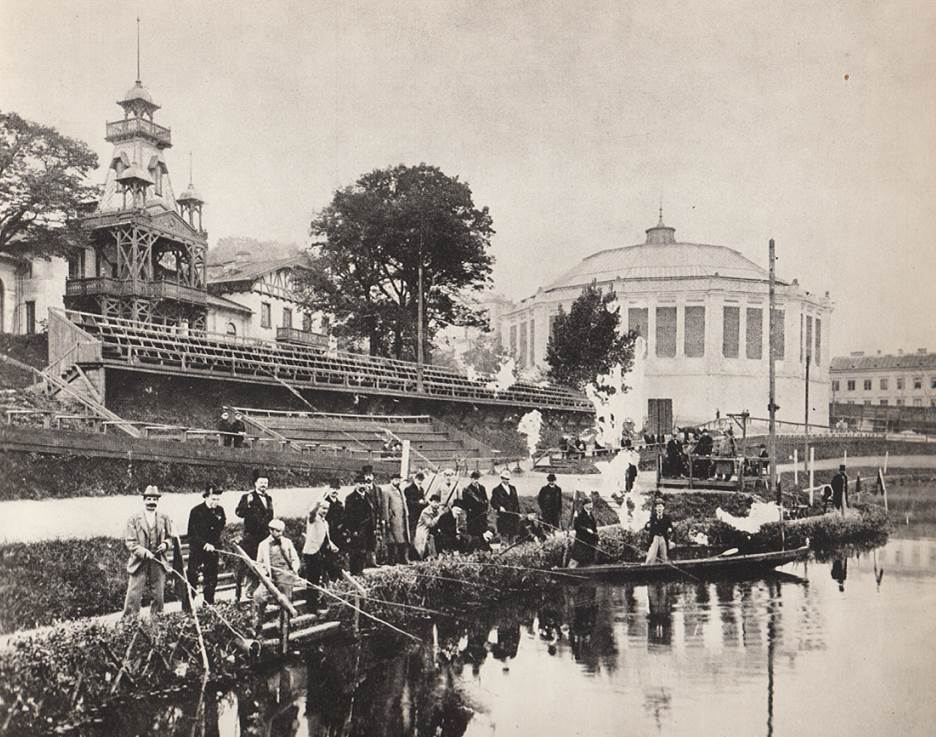
Das Panoramagebäude im Jahr 1897

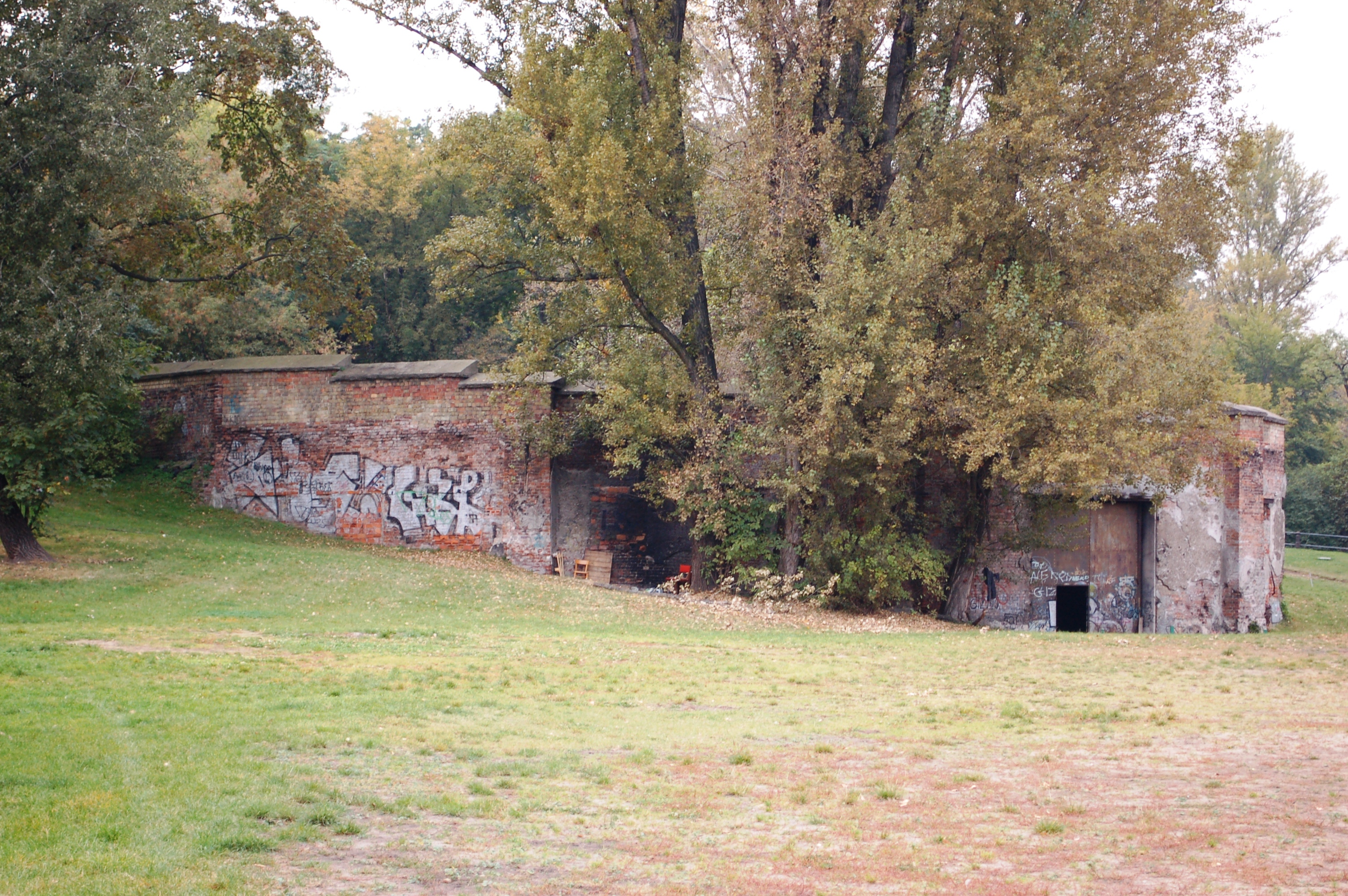
Die Ruine des Panoramagebäudes im Jahr 2011

Die Tatra-Panorama-Rotunde (poln. Panorama Tatr) war ein Rundgebäude zur Ausstellung des monumentalen Panoramagemäldes „Tatry“ (deutsch: Tatra) in Warschau. Die Rotunde wurde 1892 unterhalb der Weichseluferböschung im Innenstadtdistrikt (Stadtteil Powiśle) errichtet. Heute existieren nur noch Reste der Ruine.

## Geschichte
Das Gebäude wurde in den 1890er Jahren nach einem Entwurf von Karol Kozłowski gebaut, um ein Panoramabild des Tatragebirges von Stanisław Janowski (1866–1942) und Antoni Piotrowski zu präsentieren. Bis 1902 wurden hier verschiedene Bilder gezeigt; das letzte ausgestellte Monumentalwerk war „Trzy dni Zbawienia“, auch „Golgota“ genannt, von Jan Styka. Die gezeigten Bilder waren 120 Meter lang und 16 Meter hoch. Das Gebäude war eingeschossig und hatte einen gleichmäßigen, zwölfeckigen Grundriss. Das Dach war zeltartig gestaltet. Der Zugang erfolgte von der Ulica Oboźna.
Nachdem die Panoramabilder außer Mode gekommen waren, wurde die Rotunde umgewidmet; 1910 wurde sie in ein Theater umgebaut. Ab 1911 wurden vorwiegend jüdische Aufführungen geboten. Unter anderem trat hier bis 1928 die damals bekannte Schauspieltruppe des Abraham Kamiński mit ihrem Star (und seiner Ehefrau) Esther Rachel Kamińska auf. Ab 1926 war das Theater im Besitz von Ida Kamińska und firmierte als Warszawer Idiszer Kunstteater. 1936 bis 1937 befand sich im Gebäude das Kabarett Wesoły Ul (Glücklicher Bienenkorb).
Im Jahr 1938 wurde die Rotunde zu einer Auto-Service-Station für die Marke Chevrolet umgebaut. Die Werkstatt war modern ausgestattet; das Gebäude verfügte nun über drei Stockwerke, der Eingang erfolgte von der Ulica Dynasy über eine gepflasterte Zufahrt. Seit 1944 diente es als Lager des nahegelegenen Polnischen Theaters (Teatr Polski) in der ul. Karasia und wurde im selben Jahr durch Kriegseinwirkung erheblich beschädigt.